# Kamienica Majera Wolanowskiego w Warszawie
Kamienica Majera Wolanowskiego – zabytkowa kamienica znajdująca się w Warszawie przy ul. Próżnej 14, w dzielnicy Śródmieście.

## Opis
Kamienica przetrwała zagładę warszawskiego getta. W 1987 wraz z kamienicami o adresach 7, 9 i 12 została wpisana do rejestru zabytków. 
W latach 2008–2014 w oknach i na elewacji kamienicy znajdowały się fotografie polskich Żydów pochodzące ze zbiorów Fundacji Shalom. Stanowiły one fragment liczącego ok. 8000 fotografii zbioru zgromadzonego po ogłoszonym w 1994 apelu Fundacji o przekazywanie zdjęć przedstawiających żydowskich mieszkańców Polski. Zostały wykorzystane m.in. do stworzenia wystawy I ciągle widzę ich twarze, która została pokazana w 29 muzeach na całym świecie.
W 2012 w bramie kamienicy została umieszczona rzeźba HIM Maurizio Cattelana przedstawiająca modlącego się na klęczkach Adolfa Hitlera.
W czerwcu 2018 Urząd m.st. Warszawy poinformował, że kamienica ma stać się siedzibą Teatru Żydowskiego, jednak później zdecydowano o umieszczeniu nowej siedziby teatru przy ul. Kasprzaka 22.